# Meitei (taal)
Meitei (ook Meitei-lol of Manipuri genoemd) is een Sino-Tibetaanse taal die voornamelijk gesproken wordt in de Indiase staat Manipur en daar ook de officiële taal is. Het wordt gesproken door het gelijknamige volk de Meitei.
De taal behoort binnen de Sino-Tibetaanse talenfamilie tot de Tibeto-Birmaanse talen en is familie met het Birmees en Tibetaans. Het wordt ook gesproken in de Indiase staten Assam en Tripura, en in Bangladesh en Myanmar. Ongeveer 3,3 miljoen mensen spreken deze taal. 
Tot in de 18de eeuw had de taal een eigen schrift, Meitei Mayek genaamd. Later werd dit schrift echter verdrongen door het Bengaalse schrift. Sinds de tweede helft van de 20ste eeuw heeft een gemoderniseerde versie van het oude Meiteischrift echter een comeback gemaakt.